# Friderik IV. Danski
Frederik IV., danski in norveški kralj, vojvoda v Schleswigu in Holsteinu, * 11. oktober 1671, Kopenhagen, † 12. oktober 1730, Odense.
Začetek Friderikovega vladanja pada v začetek velke severne vojne. Friderik je poskušal vojno izkoristiti za ponovno osvojìtev nekaterih ozemelj, ki jih je Danska nekoč že imela. Vendar mu je to uspelo samo v Schleswigu, od koder je uspel izriniti svoje sorodnike, vojvode Schleswig-Holstein-Gottorf, ki so paktirali s švedskim kraljem Karlom XII. Ponesrečil se mu je poskus Švedom iztrgati pokrajino Skanijo. Za vedno sta bili za Dance izgubljeni severnonemški kneževini Bremen in Verden. Friderik si je zgradil dve razkošni baročni palači, letno rezidenco Frederiksberg v Kopenhagnu in »danski Versailes« Fredensborg ob jezeru Esrum. Bil je radoživ monarh, ki je dansko javnost vznemirjal s svojim ljubezenskim življenjem, porokami in bigamijo.

## Mladost
Friderik je bil najstarejši sin danskega in norveškega kralja Kristijana V. in njegove žene Šarlote Amalije, hčere hessensko-kasselskega grofa Viljema VI. 
Kot prestolonaslednik je šel pod vodstvom dvorjana Ditlev Wibe na izobraževalno potovanje po Evropi. Prevzela ga je predvsem italijanska arhitektura in po vrnitvi mu je oče dovolil na griču Valby v   Kopenhagnu zgraditi enonadstropno palačo. Osemnajstleten je bil vključen v kraljevi svet. Leta 1695 se je poročil z Luizo, hčerko mecklenburško-güstrowskega vojvode Gustava Adolfa.
Po smrti očeta Kristijana V. (avgusta 1699) sta Friderik in Luiza postala kralj in kraljica Danske in Norveške.

## Zunanjepolitične zadeve

### Prvi spopadi s Švedi
Friderik je podedoval večgeneracijski spor s sorodniki, vojvodami Schleswig-Holstein-Gottorf (na kratko Gottorf), glede posesti v vojvodinah Schleswig in Holstein. Spor se je zaostril, ko je leta 1697 prišel na prestol Švedske, vojaško dobro organizirane in absolutistično vodene države, še mladoletni Friderikov bratranec Karel XII. Za vrhovnega poveljnika švedskih čet v Nemčiji je imenoval svojega svaka in tudi bratranca, gottorfskega vojvodo Friderika IV. in mu naročil, da izboljša obrambo gottorfskih posesti v Schleswigu in Holsteinu. Te očitno vojaške priprave so dale povod za zavezniške pogovore med Dansko, Saško-Poljsko in Rusijo. Tako je kmalu po začetku vladanja, konec leta 1699, Friderik sklenil obrambno zvezo z ruskim carjem Petrom Velikim. Trije zavezniki so se dogovorili, da bodo Švedsko napadli prvi.
Potem ko je saška vojska poljskega kralja Avgusta Močnega vdrla v švedsko Livonijo že februarja 1700, je marca Friderik napovedal Švedski vojno. Aprila je njegova vojska začela oblegati trdnjavo Tönning na jugozahodu Jutlandije. Švedi so mestu poslali v pomoč svoje enote iz Švedske Pomorjanske in Bremen-Verdna. Danski napad je bil v nasprotju s pogodbo iz Altone (1689), zato so na švedsko stran stopile tudi velike sile in ponudile pomoč švedski mornarici. V nevarnosti je bi Kopenhagen. Frideriku ni preostalo drugega, kot da sklene mìr (traventhalski mir, avgust 1700) in gottorfskim vojvodam prizna oblast v Schleswigu in Holsteinu. Danska je tako za nekaj časa izstopila iz velike severne vojne. Še vedno pa je v letih 1703-11 pošiljala vojaško pomoč Avstriji in jo tako podpirala v boju proti Rákóczijevim borcem za neodvisnost.
Danska je mirno obdobje izkoristila za reorganizacijo vojske in vanjo vključila tudi nabornike - podložnike zemljiških gospodov.

### Obisk Benetk
Pozimi 1708-09 je Friderik kot grof Oldenburg (da je bilo manj formalnosti) z vsaj sedemdesetimi spremljevalci devet tednov prebil v Benetkah, obiskoval gledališča, prireditve, nakupil veliko beneškega stekla, dobil v orožarni za darilo dva dragocena topa in možnar. Regato, prirejeno njemu v čast, je ovekovečil slikar Luca Carlevarijs. Tisto leto je bila zima izjemno mrzla, na obalo je bilo mogoče priti preko zamrznjenega morja.

### Ponovna vključitev v veliko severno vojno
Po katastrofalnem porazu švedskega kralja Karla XII. proti Rusom v bitki pri Poltavi so Danska, Saška in Rusija obnovile proti-švedsko zavezništvo. Julija 1709 sta Friderik in poljski kralj Avgust Močni v Potsdamu prepričevala pruskega kralja Friderika I., naj se jim pridruži, a ta je udeležbo odklonil, ker je bil vpleten v špansko nasledstveno vojno.
Novembra 1709 se je danska vojska izkrcala na obali Skanije in že skoraj vso zavzela, a jo je morala, oslabljena zaradi poraza pri Helsingborgu, marca 1710 spet zapustiti. Potem je iz Holsteina prodrla proti jugu. Avgusta 1711 je začela oblegati trdnjavo Wismar, a je Friderik na predlog zaveznikov svojo vojsko popeljal naprej proti Stralsundu, najpomembnejši švedski utrdbi na južni obali Baltskega morja. Pred mestom se je njegova vojska združila z rusko in saško vojsko. Skupaj so septembra začeli oblegati Stralsund, a so imeli premalo težkega topništva in hrane za 30.000 vojakov. Ko je švedska flota na sosednji otok Rügen pripeljala pomoč za oblegance, je Frideriki obupal in se umaknil. Med 17 tednov trajajočim obleganjem je izgubil tretjino vojske.
V letu 1712 so se Danci osredotočili na območje Bremen-Verden in ga večino tudi zasedli. A tu so prišli v nasprotje s Hannoverčani, ki so zasedli Verden in niso želeli dopustiti, da bi bili ločeni od morja. Septembra se je Friderik pridružil ponovnemu obleganju Stralsunda. To pot je ruski maršal Menšikov mimo Szczecina, ki ga brez težkega orožja ni mogel zavzeti, pripeljal veliko vojsko. To pot je danska mornarica razbila švedsko floto, ki naj bi na Rügen pripeljala pomoč. Švedski poveljnik Magnus Stenbock, ki je vedel, da pozimi ne bo mogel prehraniti velike vojske, je z izpadom zapustil trdnjavo in se napotil preko Mecklenburga proti Rostocku, ga zavzel in vojsko popeljal naprej proti Neuklostru. 20. decembra 1712 se je v bitki pri Gadebuschu spopadel s Friderikovo vojsko, ki pa se je, čeprav poražena, lahko spet zbrala in skupaj z rusko in saško vojsko sledila Stenbocku v Holstein. Steinbock se je zatekel v utrjeni Tönning. Po trimesečnem obleganju se je moral maja 1713 predati.
V letu 1714 sta se proti-švedski zvezi priključila volilna kneževina Hannover in kraljevina Prusija, ki se je z utrechtskim mirom rešila španske nasledstvene vojne. Volilni knez Hannovra je avgusta 1714 postal britanski kralj Jurij I. Pod diplomatskim pritiskom Britanije in Prusije se je moral Friderik proti odškodnini odpovedati območju Bremen-Verden.
Konec leta se je švedski kralj Karel XII. vrnil v Stralsund, kar je dalo Švedom nov polet. Prusija in Hannover sta Švedom napovedala vojno. Premoč zaveznikov je bila sedaj tolikšna, da so decembra 1715 zavzeli Stralsund. Vojna se je še nadaljevala, a usmerjal jo je bolj strah zahodnih sil pred naraščajočo močjo Petra Velikega.
V mirovnem sporazumu med Dansko - Norveško in Švedsko, julija 1720, se je Švedska zavezala, da bo Danski - Norveški plačala 600.000 rajhstalerjev; izgubila je privilegij, da njene ladje plujejo skozi Øresund brez carine. Danski kralji so tudi formalno prejeli gottorfska ozemlja v Schleswigu (ki so jih zasedali že od leta 1713); gottorfskim vojvodom so tako ostale le še posesti, ki so jih imeli v vojvodini Holstein.

## Domače zadeve
Takoj na začetku vladanja je Friderik na priporočilo astronoma Rømerja vpeljal gregorijanski koledar. Žal so v velikem požaru, ki je leta 1728 uničil srednjeveški Kopenhagen, zgorele tudi astronomove meritve.
Friderik, tako kot že njegov oče in ded, ni prav zaupal staremu plemstvu in se je raje opiral na mlajše kadre. Čeprav formalno ni bil močno izobražen, je bil bister monarh, ki se ni pustil voditi od svojih ministrov.  
Leta 1702 je odpravil tako imenovani vornedskab, neko vrsto tlačanstva, kar pa je leta 1733 spet razvrednotil z uvedbo stavnsbånd, zakona, po katerem kmetje brez dovoljenja niso smeli zapustiti posesti, na kateri so se rodili, in bili tako podvrženi lokalnemu plemstvu in na razpolago vojski.
V Friderikovem času so na kronskih ozemljih ustanovili 200 šol in poskrbeli za šolanje kmečkih otrok. Friderik je imel vsak teden avdienco, ki ji je lahko vsakdo prisostvoval in mu izročil pismo s pritožbami in predlogi.
V obdobjih, ko ni bilo vojne, so cveteli trgovina in kultura. Ustanovljeno je bilo prvo dansko gledališče Lille Grønnegade Theatre. Svojo kariero je začel veliki dramatik Ludvig Holberg. Ustanovljen je bil Kraljevi misijonski kolegij, ki je podpiral in usmerjal protestantske misije v tuje dežele. Luteranski misijonar Hans Egede je ustanovil na Grenladniji misijon za Inuite in po 300 letih ponovno obudil zanimanje Dancev za Grenlandijo. Skupaj s teologom Franckejem iz Halleja so ustanovili misijon v vzhodno indijski koloniji Tranquebar.
Friderik je dal v slogu italijanskega baroka zgraditi dve palači: palačo Frederiksberg, ki jo je v Kopenhagnu začel graditi kot mladenič, je povečal v trinadstropno letno rezidenco s tlorisom v obliki črke H (dokončal jo je arhitekt Johan Conrad Ernst leta 1709), ob jezeru Esrum na severu Zelandije pa je dal postaviti palačo Fredensborg, »danski Versailles«.

## Kraljevo osebno in družinsko življenje
Friderik je veljal za odgovornega in delavnega monarha, ki je znal ostati neodvisen od ministrov. Za akademske znanosti se ni zanimal, a je vseeno podpiral umetnost in arhitekturo. Najbrž je bila njegova glavna slabost iskanje užitkov in prevelika slabost do žensk. Bil je drugi med danskimi vladarji, ki je sklenil morganatično poroko.
Ne da bi se ločil od kraljice Luize (1667–1721), se je leta 1703 poročil z grofico Elisabeth Helene von Vieregg. Po njeni smrti (1704) se je zapletel v romanco z njeno dvorno damo Charlotte Helene von Schindel, vendar je pozneje zanjo izgubil zanimanje.
Ko je njegova družina med epidemijo kuge v Kopenhagnu bivala na gradu Koldinghus, se je leta 1711 na plesu v maskah zaljubil v devetnajstletno grofico Ano Zofijo (1693–1743), hčerko takratnega kanclerja Conrada von Reventlowa. Ko potem njena mati ni dovolila, da bi njena hči postala kraljeva ljubica, je hčer odpeljal z njenega doma, gradu Clausholm blizu Randersa, in se 26. junija 1712 v Skanderborgu z njo tajno poročil. Takrat ji je podelil naziv schleswiške vojvodine. Tri tedne po smrti kraljice Luize je v Kopenhagnu 4. aprila 1721 z novo poroko legaliziral svoje razmerje z Ano Zofijo in jo tokrat razglasil za kraljico soprogo (edina žena dednega danskega kralja, ki je nosila ta naziv in ni bila po rodu princesa). Od te zveze so imeli koristi tudi Anini sorodniki: Anina sestra, salonska grofica Christine Sophie Holstein von Holsteinborg je postala na dvoru tako vplivna, da je dobila vzdevek »gospa kanclerka«.
Kralj je bil v zadnjih letih svojega življenja slabega zdravja, zaradi vodenice in posledic poškodbe ob eksploziji v livarni topov. Bolezen in duševne tegobe so ga približale pietizmu. Svojemu sinu je polagal na srce, naj poskrbi za zaščito kraljice Ane Zofije, ko njega ne bo več.
Od devetih otrok, ki so jih Frideriku rodile tri žene, sta odraslost dočakala le dva iz prvega zakona, vsi ostali so umrli v otroštvu:
- Krstijan VI. (1699 –1746), danski kralj
- Šarlota Amalija (1706 –1782)